# Karl Weimann
Karl Weimann oder Karl Friedrich Wilhelm Weimann (* 21. September 1873 in Duisburg; † 1960 in Leipzig) war ein deutscher Historiker und Professor der Universität Leipzig.

## Lebenslauf
Weimann studierte 1894 bis 1900 Philologie und Rechtswissenschaften in Bonn, Berlin, Heidelberg und München. Während seines Studiums wurde er Mitglied im Verein Deutscher Studenten zu Bonn. 1900 erfolgte die Promotion zum Dr. phil. bei Karl Lamprecht an der Universität Leipzig, 1913 die Habilitation in Geschichte über Das tägliche Gericht. Ein Beitrag zur Geschichte der Niedergerichtsbarkeit im Mittelalter. Von 1913 bis 1924 war er Privatdozent für Geschichte an der Universität Leipzig, 1924 bis 1934 nichtplanmäßiger außerordentlicher Professor für Geschichte und Verfassungsgeschichte und 1934 bis 1938 ordentlicher Professor in Historischen Hilfswissenschaften an der Universität Leipzig. 1919 gehörte Weimann zu den Korrespondenzpartnern von Ernst Barlach. Im November 1933 unterzeichnete er das Bekenntnis der Professoren an den deutschen Universitäten und Hochschulen zu Adolf Hitler.

## Publikationen (Auswahl)
- Die Ministerialität im späten Mittelalter, Leipzig 1924.
- Der deutsche Staat des Mittelalters, Crimmitschau 1925.
- Der gesellschaftliche Aufbau des deutschen Volkes im Mittelalter, Leipzig 1931.